# 難波昭二郎
難波 昭二郎（なんば しょうじろう、1935年2月19日 - 2009年8月14日）は、プロ野球選手（内野手）、実業家、音楽プロデューサー。

## 来歴・人物
大阪府生まれ。高槻高等学校を経て、1954年に関西大学に入学。1年生の春季・秋季リーグとも規定打席不足ながら.444の高打率を挙げると、2年生から四番打者を務め、関西六大学野球リーグでは1956年春季リーグ、1957年春季リーグで優勝。1年下のエース村山実とともに投打の両輪として活躍し、1956年の全日本大学野球選手権大会でも、決勝でエース島津四郎を擁する日大を降し、西日本の大学としては初の優勝を飾る。リーグ通算86試合出場、283打数73安打、打率.258、7本塁打。当時の本塁打リーグ記録を打ち立てた。大型三塁手として関西の大学野球界を代表する選手で、同時期に東京六大学野球リーグで活躍し、同じく本塁打のリーグ記録（8本）を作った長嶋茂雄と並んで「東の長嶋、西の難波」と称された。
プロ入りに際して、難波は大学1年生の秋季シーズン終了時から誘いを受けていた中日ドラゴンズへの入団が内定していたが、長嶋の獲得見通しが立っていなかった（南海ホークスへ入団すると見られていた）読売ジャイアンツの命を受けた、関大の先輩で読売新聞運動部記者の坂本幸夫から熱心な誘いを受けて翻意。契約のため坂本を伴い上京の車中で長嶋の入団を知る。巨人は難波に対して中日を選んでもよい旨通告したというが、難波は再翻意せずに長嶋と2人そろって巨人へ入団することになった。
1958年春季キャンプ初期の時点では、水原茂監督は二塁・難波、三塁・長嶋を構想していた。しかし、長嶋の入団により三塁手から二塁手へコンバートされてきた土屋正孝との競争に敗れ、難波は代打や外野手の控えとして40試合の出場に留まる。また、シーズン中には鈴木惣太郎からロサンゼルス・ドジャースへの野球留学の話が持ちかけられるが、外国での生活に対する強い抵抗感を理由に、難波はこの話を断っている。1959年は引退した川上哲治の後継を与那嶺要・王貞治と争い、一塁手として17試合に先発出場。同年は二塁手、三塁手、外野手としても起用され、66試合に出場（うち35試合に先発）、本塁打も5本打っている。しかし、1960年に王が一塁手のレギュラーに定着すると、出場機会が半減する。1961年は土屋が国鉄スワローズへトレードされ正二塁手不在の状況となるが、藤本伸・塩原明らの台頭を横目にチャンスを生かせず、わずか10試合の出場に終わった。1962年に西鉄ライオンズへ移籍するが、14打席で8三振を喫するなどほとんど活躍できず、同年限りで現役を引退した。
引退後はデュプロに就職。同社で硬式野球部の設立・強化を非公式ながら支援し、1969年には都市対抗野球大会に出場するまでに成長させる。
その後、パイオニアに入社していた坂本幸夫に誘われて、同社に転職。後に当時傘下だったワーナー・パイオニア（現：ワーナーミュージック・ジャパン）に移籍、制作ディレクター・プロデューサー・営業等を務め、その後取締役に就任した。プロデューサー・ディレクター時代には、長嶋茂雄関連の音源の販売権を取得した他、さだまさしや小林幸子等を担当していた。
2009年8月14日に心不全のため死去した。満74歳没。

## エピソード
長嶋茂雄本人が主人公として出演した1964年公開の映画『ミスター・ジャイアンツ 勝利の旗』（佐伯幸三監督作品、東宝）で、難波をモデルにした登場人物を佐原健二（劇中では「波山」役。劇中、先述にあった「東の長嶋、西の波山（難波）」という台詞がある）が演じた。
長嶋との交流は引退後も続いていた。1974年の長嶋引退関連の音源販売権を巡って各レコード会社が争奪戦を繰り広げた際、当初難波は黙って見ていた。残り数社に絞られた候補の一つにまでワーナー・パイオニアが残ってから、難波は初めて長嶋に会いに行き、「他の人より、もしかしたらぼくが売る方がいいかもしれない」とだけ伝えたところ、翌日に長嶋から「昭二郎に頼まれたら、受けないわけにはいかない」と応諾の返事が来たという。

## 詳細情報

### 年度別打撃成績
| 年 度     | 球 団     | 試 合 | 打 席 | 打 数 | 得 点 | 安 打 | 二 塁 打 | 三 塁 打 | 本 塁 打 | 塁 打 | 打 点 | 盗 塁 | 盗 塁 死 | 犠 打 | 犠 飛 | 四 球 | 敬 遠 | 死 球 | 三 振 | 併 殺 打 | 打 率 | 出 塁 率 | 長 打 率 | O P S |
| --------- | --------- | ----- | ----- | ----- | ----- | ----- | -------- | -------- | -------- | ----- | ----- | ----- | -------- | ----- | ----- | ----- | ----- | ----- | ----- | -------- | ----- | -------- | -------- | ----- |
| 1958      | 巨人      | 40    | 47    | 47    | 3     | 12    | 3        | 1        | 2        | 23    | 5     | 0     | 0        | 0     | 0     | 0     | 0     | 0     | 16    | 0        | .255  | .255     | .489     | .745  |
| 1959      | 巨人      | 66    | 139   | 124   | 11    | 28    | 2        | 1        | 5        | 47    | 17    | 0     | 1        | 2     | 0     | 10    | 0     | 3     | 39    | 3        | .226  | .299     | .379     | .678  |
| 1960      | 巨人      | 48    | 76    | 63    | 3     | 10    | 1        | 0        | 0        | 11    | 2     | 1     | 1        | 4     | 0     | 8     | 0     | 1     | 22    | 1        | .159  | .264     | .175     | .438  |
| 1961      | 巨人      | 10    | 10    | 8     | 0     | 2     | 1        | 0        | 0        | 3     | 1     | 0     | 0        | 0     | 0     | 2     | 0     | 0     | 2     | 0        | .250  | .400     | .375     | .775  |
| 1962      | 西鉄      | 15    | 14    | 13    | 1     | 2     | 0        | 0        | 0        | 2     | 0     | 0     | 0        | 0     | 0     | 1     | 0     | 0     | 8     | 0        | .154  | .214     | .154     | .368  |
| 通算：5年 | 通算：5年 | 179   | 286   | 255   | 18    | 54    | 7        | 2        | 7        | 86    | 25    | 1     | 2        | 6     | 0     | 21    | 0     | 4     | 87    | 4        | .212  | .282     | .337     | .619  |

### 記録
- 初出場・初打席：1958年4月5日、対国鉄スワローズ1回戦（後楽園球場）、11回裏に藤田元司の代打で出場、金田正一から三振
- 初安打：1958年4月27日、対中日ドラゴンズ3回戦（後楽園球場）、6回裏に土岐道雄の代打で出場、伊奈努から単打
- 初先発出場：1958年6月7日、対大洋ホエールズ8回戦（川崎球場）、8番・右翼手で先発出場
- 初本塁打：1958年9月28日、対国鉄スワローズ24回戦（後楽園球場）、2回表に宮地惟友からソロ

### 背番号
- 23 （1958年 - 1961年）
- 27 （1962年）[12]